# Chung kết Giải vô địch bóng đá nữ thế giới 2015
Trận chung kết Giải vô địch bóng đá nữ thế giới 2015 là trận đấu bóng đá nữ được tổ chức vào ngày 5 tháng 7 năm 2015 trên sân BC Place, ở Vancouver, Canada, nhằm tìm ra nhà vô địch của Giải vô địch bóng đá nữ thế giới 2015. Trận đấu diễn ra giữa hai đội tuyển Nhật Bản và Hoa Kỳ. Đây được coi là trận tái đấu của hai đội sau trận chung kết năm 2011. Trong khi Hoa Kỳ mong đợi chức vô địch thứ ba thì Nhật Bản đứng trước cơ hội trở thành đội đầu tiên vô địch World Cup nữ hai năm liên tiếp với cùng một huấn luyện viên (Sasaki Norio). Hoa Kỳ là đội có được chiến thắng với tỉ số 5–2 và trở thành đội tuyển đầu tiên đoạt ba chức vô địch Giải vô địch bóng đá nữ thế giới.
Do giải tăng số đội nên đây là lần đầu các đội phải trải qua bảy trận đấu trước để đến được với chức vô địch. Cả hai đội đều bất bại trước trận tranh chức vô địch, trong đó Hoa Kỳ chỉ để lọt lưới một quả.

## Bối cảnh
Hai đội từng gặp nhau ba lần tại các kỳ World Cup. Hoa Kỳ thắng Nhật Bản 3–0 ở vòng bảng năm 1991 và 4–0 tại tứ kết năm 1995, trong khi Nhật Bản vượt qua Hoa Kỳ 3–1 trong loạt luân lưu chung kết năm 2011 sau khi hai đội hòa 2–2 trong 120 phút. Hoa Kỳ giành chiến thắng 2–1 trong trận tranh huy chương vàng bóng đá nữ Thế vận hội Mùa hè 2012. Trận đối đầu gần nhất của hai đội là tại Cúp Algarve 2014, trận đấu kết thúc với tỉ số hòa không bàn thắng. Cả Hoa Kỳ và Nhật Bản là các đội ứng cử viên vô địch của World Cup tại Canada. Hoa Kỳ xếp thứ hai trên Bảng xếp hạng bóng đá nữ FIFA, trong khi Nhật Bản xếp thứ tư.
Hoa Kỳ bước vào trận chung kết năm 2015 với hai danh hiệu World trong tay, trong đó có chức vô địch tại kỳ giải đầu tiên năm 1991 ở Trung Quốc. Trong khi đó, đây là trận chung kết giải vô địch bóng đá nữ thế giới thứ hai liên tiếp của Nhật Bản.
Vào ngày 30 tháng 6 năm 2015, chủ tịch FIFA Sepp Blatter thông báo sẽ không tới Vancouver dự khán trận đấu, thay vào đó là phó chủ tịch FIFA Issa Hayatou, người sẽ trao cúp vô địch cho đội chiến thắng.

## Đường tới chung kết

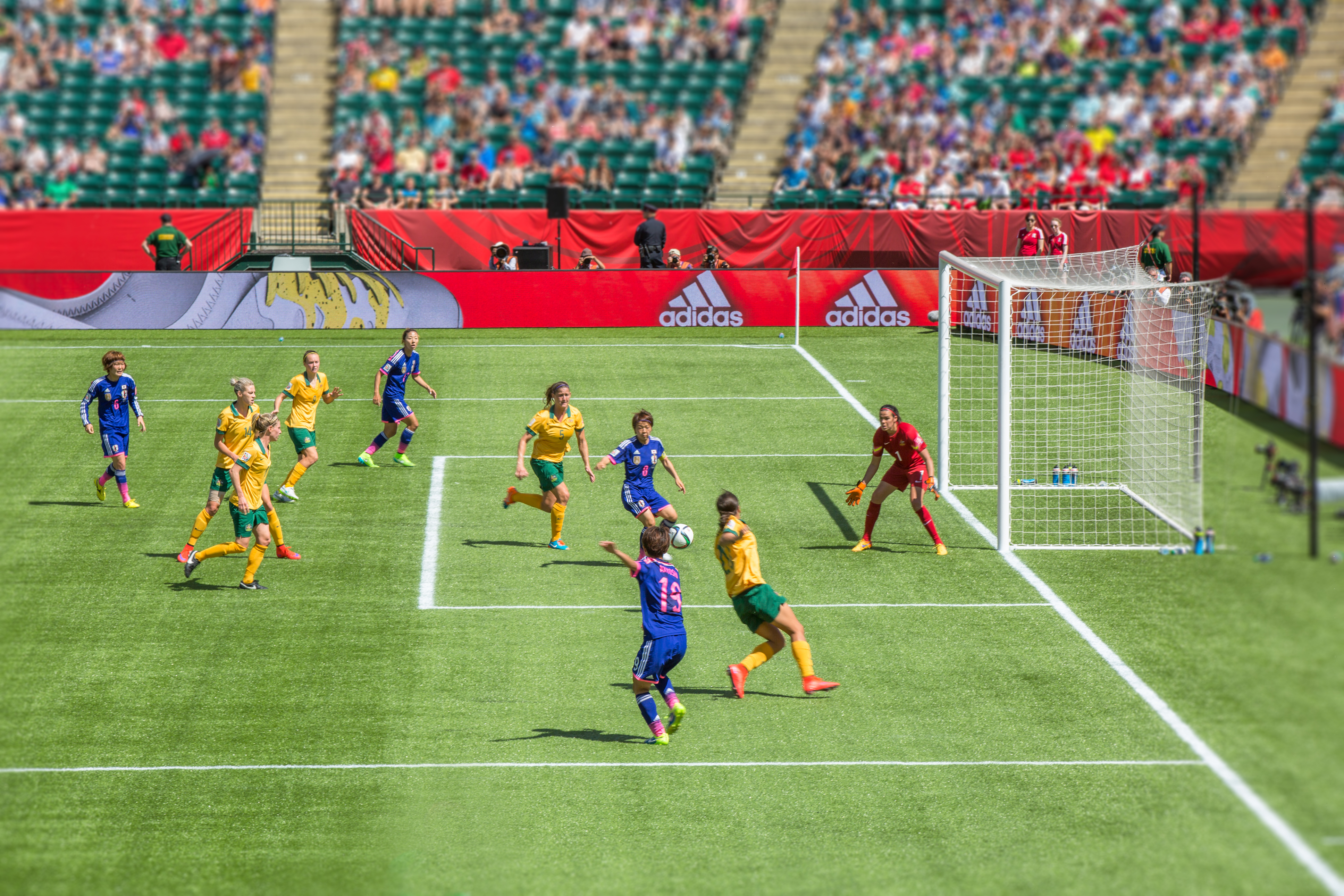
Trận Nhật Bản gặp trên sân Commonwealth, Edmonton

Hoa Kỳ chỉ để lọt lưới một bàn trên đường tới với trận chung kết. Họ nằm ở bẳng D cùng các đội Úc, Thụy Điển và Nigeria. Trận đấu đầu tiên của họ là trận gặp Úc tại Winnipeg. Sau khi Megan Rapinoe sớm đưa Hoa Kỳ vươn lên dẫn trước, Úc cũng nhanh chóng tìm được bàn gỡ hòa. Hai bàn thắng trong hiệp hai giúp người Mỹ giành trọn ba điểm trong trận ra quân. Thụy Điển là đối thủ tiếp theo của Hoa Kỳ trong trận đấu kết thúc mà không có bàn thắng nào được ghi. Ở trận đấu vòng bảng cuối cùng, Mỹ gặp Nigeria tại BC Place, Vancouver. Bàn thắng của Abby Wambach ở phút 45 vừa đủ để đội tiến vào vòng 16 đội với tư cách nhất bảng D và gặp đội thứ ba của bảng F Colombia. Trước đại diện của Nam Mỹ, Hoa Kỳ nhẹ nhàng chiến thắng nhờ công của Alex Morgan và quả phạt đền thành công của Carli Lloyd. Ở vòng tứ kết, họ chiến thắng đội tuyển Trung Quốc với bàn thắng duy nhất của Carli Lloyd. Đối thủ của Hoa Kỳ ở bán kết là Đức. Các pha lập công của Carli Lloyd và Kelley O'Hara giúp đội nhà thắng trận 2–0 và giành quyền vào chơi trận chung kết.
Japan cũng chứng tỏ vị thế ứng cử viên vô địch khi chỉ lọt lưới ba quả và không để thua trận nào trên hành trình tới với trận đấu cuối cùng. Họ thi đấu tại bảng C cùng Thụy Sĩ, Cameroon và Ecuador. Họ mở màn vòng bảng với trận gặp Thụy Sĩ tại Vancouver. Bàn thắng duy nhất từ chấm phạt đền của Miyama Aya giúp Nhật Bản có được chiến thắng đầu tay. Sameshima Aya và Sugasawa Yuika đưa Nhật tới chiến thắng 2–1 trước Cameroon. Họ hoàn tất vòng bảng bằng chiến thắng tối thiểu 1–0 trước Ecuador tại Winnipeg nhờ công của Ōgimi Yūki. Với tư cách đầu bảng C họ chạm trán đội thứ ba bảng A là Hà Lan ở vòng 16 đội. Các bàn thắng của Ariyoshi Saori và Sakaguchi Mizuho giúp Nhật Bản thắng 2–1. Tại tứ kết, Nhật Bản đánh bại Úc với bàn thắng ở những phút cuối cùng của Iwabuchi Mana. Đối thủ của họ ở bán kết là Anh. Hai quả phạt đền trong và bàn phản lưới nhà của Laura Bassett của Anh ở phút 92 đã kết thúc trận đấu với tỉ số 2–1 nghiêng về phía Nhật Bản, đưa họ vào trận chung kết Cúp thế giới thứ hai liên tiếp.
| \| VT \| Đội \| ST \| Đ \| \| -- \| --------- \| -- \| - \| \| 1 \| Hoa Kỳ \| 3 \| 7 \| \| 2 \| Úc \| 3 \| 4 \| \| 3 \| Thụy Điển \| 3 \| 3 \| \| 4 \| Nigeria \| 3 \| 1 \|Nguồn: FIFA |           |    |   |
| VT | Đội       | ST | Đ |
| 1 | Hoa Kỳ    | 3  | 7 |
| 2 | Úc        | 3  | 4 |
| 3 | Thụy Điển | 3  | 3 |
| 4 | Nigeria   | 3  | 1 |

| VT | Đội       | ST | Đ |
| -- | --------- | -- | - |
| 1  | Hoa Kỳ    | 3  | 7 |
| 2  | Úc        | 3  | 4 |
| 3  | Thụy Điển | 3  | 3 |
| 4  | Nigeria   | 3  | 1 |

| \| VT \| Đội \| ST \| Đ \| \| -- \| -------- \| -- \| - \| \| 1 \| Nhật Bản \| 3 \| 9 \| \| 2 \| Cameroon \| 3 \| 6 \| \| 3 \| Thụy Sĩ \| 3 \| 3 \| \| 4 \| Ecuador \| 3 \| 0 \|Nguồn: FIFA |          |    |   |
| VT | Đội      | ST | Đ |
| 1 | Nhật Bản | 3  | 9 |
| 2 | Cameroon | 3  | 6 |
| 3 | Thụy Sĩ  | 3  | 3 |
| 4 | Ecuador  | 3  | 0 |

| VT | Đội      | ST | Đ |
| -- | -------- | -- | - |
| 1  | Nhật Bản | 3  | 9 |
| 2  | Cameroon | 3  | 6 |
| 3  | Thụy Sĩ  | 3  | 3 |
| 4  | Ecuador  | 3  | 0 |

## Trận đấu

### Diễn biến chính

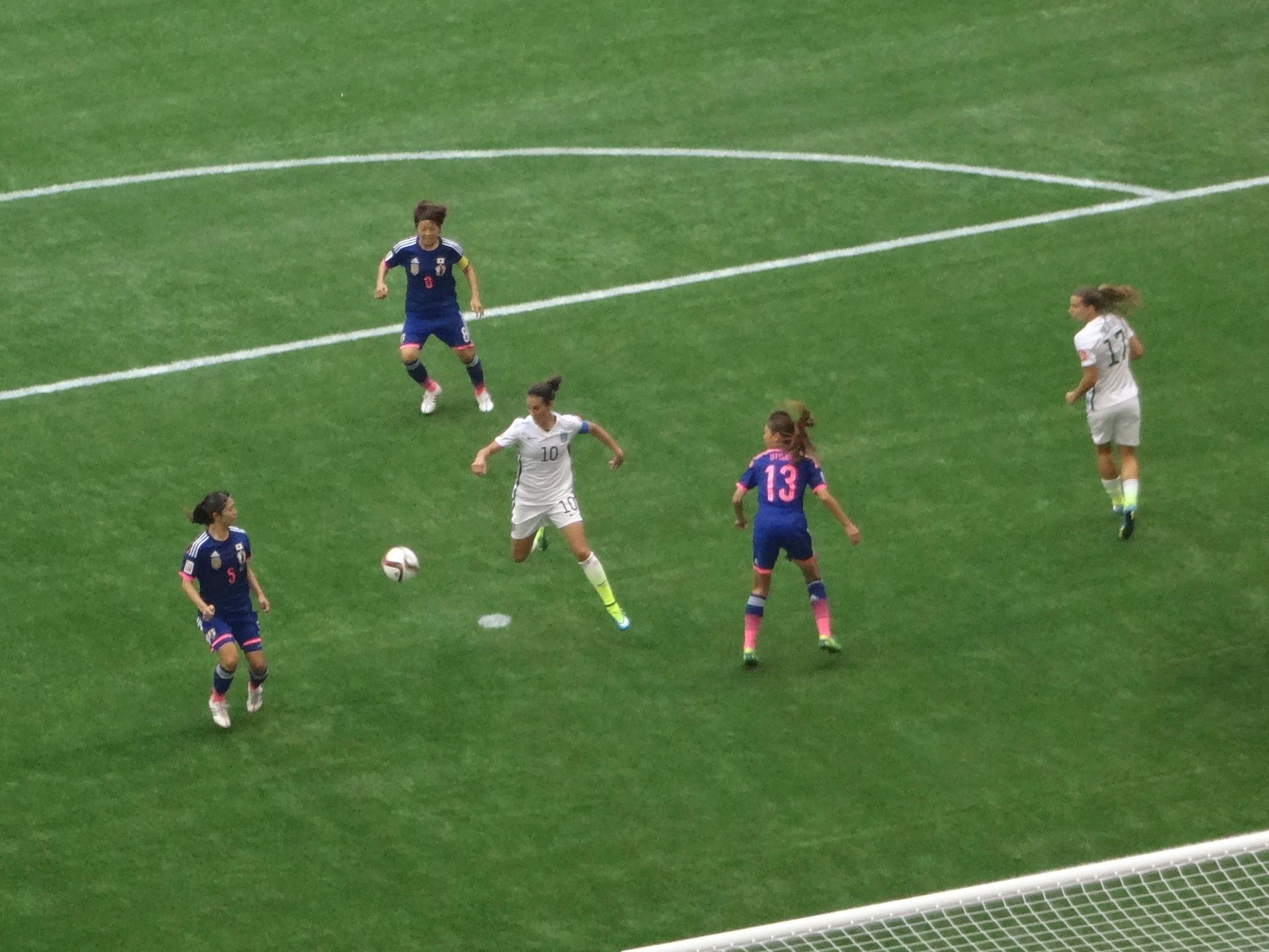
Carli Lloyd thi đấu trong trận chung kết

Hoa Kỳ gây choáng váng cho hàng phòng ngự Nhật Bản ngay từ đầu trận khi có tới bốn bàn thắng trong vòng 16 phút đầu tiên. Ba trong số đó được ghi bởi Carli Lloyd và trở thành hat-trick nhanh nhất lịch sử các vòng chung kết. bàn thắng đầu tiên của Lloyd đến ở phút thứ 3 cũng là bàn thắng nhanh nhất trong số các trận chung kết World Cup, được ghi từ quả phạt góc của Megan Rapinoe. Đây cũng là lần đầu tiên Nhật Bản bị dẫn trước từ đầu giải. Lloyd có bàn thứ hai ở phút thứ 5 sau quả từ quả đá phạt của Lauren Holiday. Chính Holiday là người ghi bàn ở phút 14 sau khi hậu vệ Iwashimizu Azusa của Nhật Bản phá bóng bằng đầu trong vòng cấm trúng đà di chuyển của Holiday, giúp tiền đạo này băng vào dứt điểm cháy lưới Nhật Bản. Bàn thắng thứ ba của Lloyd ở phút thứ 16, bàn thắng được Reuters miêu tả là "một trong những bàn thắng đáng nhớ nhất từng được chứng kiến tại World Cup nữ", được ghi từ vạch giữa sân sau khi cô quan sát thấy thủ môn Kaihori Ayumi của Nhật Bản đứng sai vị trí. Bàn thắng ngoạn mục này cũng đồng nghĩa Lloyd trở thành người đầu tiên ghi ba bàn ở một trận chung kết Cúp thế giới.
Ōgimi Yūki có bàn gỡ bằng chân trái cho đội bóng châu Á ở phút 27 sau khi vượt qua hậu vệ Julie Johnston của Hoa Kỳ. Ngay sau đó huấn luyện viên Sasaki Norio thay đổi hai cầu thủ ngay trong hiệp một gồm Sawa Homare (thay cho Iwashimizu) ở hàng tiền vệ và Sugasawa Yuika (thay cho Kawasumi Nahomi) ở hàng tiền đạo. Trong hiệp hai, bàn phản lưới nhà ở phút 52 chạm đầu của Johnston từ quả phạt của Miyama Aya tiếp tục rút ngắn cách biệt và lấy lại hy vọng cho Nhật Bản. Tuy nhiên ở chỉ hai phút sau Tobin Heath ghi bàn thắng ấn định tỉ số từ đường kiến tạo của Morgan Brian. Đây trở thành trận chung kết Cúp thế giới nữ có số bàn thắng nhiều nhất.

### Chi tiết
| Hoa Kỳ                                      | 5–2      | Nhật Bản                        |
| ------------------------------------------- | -------- | ------------------------------- |
| Lloyd 3', 5', 16' · Holiday 14' · Heath 54' | Chi tiết | Ōgimi 27' · Johnston 52' (l.n.) |

| Hoa Kỳ | Nhật Bản |

| TM               | 1  | Hope Solo          |  |     |
| HVP              | 11 | Ali Krieger        |  |     |
| TrV              | 19 | Julie Johnston     |  |     |
| TrV              | 4  | Becky Sauerbrunn   |  |     |
| HVT              | 22 | Meghan Klingenberg |  |     |
| TVG              | 12 | Lauren Holiday     |  |     |
| TVG              | 14 | Morgan Brian       |  |     |
| TVP              | 17 | Tobin Heath        |  | 79' |
| TVT              | 15 | Megan Rapinoe      |  | 61' |
| TĐ               | 13 | Alex Morgan        |  | 86' |
| TĐ               | 10 | Carli Lloyd (c)    |  |     |
| Dự bị:           |    |                    |  |     |
| TĐ               | 2  | Sydney Leroux      |  |     |
| HV               | 3  | Christie Rampone   |  | 86' |
| HV               | 5  | Kelley O'Hara      |  | 61' |
| HV               | 6  | Whitney Engen      |  |     |
| TV               | 7  | Shannon Boxx       |  |     |
| TĐ               | 8  | Amy Rodriguez      |  |     |
| TV               | 9  | Heather O'Reilly   |  |     |
| HV               | 16 | Lori Chalupny      |  |     |
| TM               | 18 | Ashlyn Harris      |  |     |
| TĐ               | 20 | Abby Wambach       |  | 79' |
| TM               | 21 | Alyssa Naeher      |  |     |
| TĐ               | 23 | Christen Press     |  |     |
| Huấn luyện viên: |    |                    |  |     |
| Jill Ellis       |    |                    |  |     |

| TM               | 18 | Kaihori Ayumi    |     |     |
| HVP              | 19 | Ariyoshi Saori   |     |     |
| TrV              | 3  | Iwashimizu Azusa |     | 33' |
| TrV              | 4  | Kumagai Saki     |     |     |
| HVT              | 5  | Sameshima Aya    |     |     |
| TVG              | 6  | Sakaguchi Mizuho |     |     |
| TVG              | 13 | Utsugi Rumi      |     |     |
| TVP              | 9  | Kawasumi Nahomi  |     | 39' |
| TVT              | 8  | Miyama Aya (c)   |     |     |
| TĐ               | 11 | Ohno Shinobu     |     | 60' |
| TĐ               | 17 | Ōgimi Yūki       |     |     |
| Dự bị:           |    |                  |     |     |
| TM               | 1  | Fukumoto Miho    |     |     |
| HV               | 2  | Kinga Yukari     |     |     |
| TV               | 7  | Ando Kozue       |     |     |
| TV               | 10 | Sawa Homare      | 82' | 33' |
| HV               | 12 | Kamionobe Megumi |     |     |
| TV               | 14 | Tanaka Asuna     |     |     |
| TĐ               | 15 | Sugasawa Yuika   |     | 39' |
| TĐ               | 16 | Iwabuchi Mana    | 85' | 60' |
| HV               | 20 | Kawamura Yuri    |     |     |
| TM               | 21 | Yamane Erina     |     |     |
| TV               | 22 | Nagasato Asano   |     |     |
| TV               | 23 | Kitahara Kana    |     |     |
| Huấn luyện viên: |    |                  |     |     |
| Sasaki Norio     |    |                  |     |     |

| Cầu thủ xuất sắc nhất: Carli Lloyd (Hoa Kỳ) Trợ lý trọng tài: Nataliya Rachynska (Ukraina) Yolanda Parga (Tây Ban Nha) Trọng tài thứ tư: Claudia Umpierrez (Uruguay) Trọng tài thứ năm: Loreto Toloza (Chile) | Luật lệ: - 90 phút thi đấu chính thức. - 30 phút hiệp phụ nếu cần thiết. - Sút luân lưu 11m nếu tỉ số vẫn hòa. - Mười hai cầu thủ dự bị đã đăng ký được phép thay người. - Tối đa ba sự thay đổi người. |

### Thống kê
| Thông số       | Hoa Kỳ | Nhật Bản |
| -------------- | ------ | -------- |
| Số bàn thắng   | 4      | 1        |
| Tổng số cú sút | 9      | 3        |
| Sút trúng đích | 5      | 3        |
| Kiểm soát bóng | 49%    | 51%      |
| Phạt góc       | 3      | 0        |
| Phạm lỗi       | 7      | 3        |
| Việt vị        | 1      | 0        |
| Thẻ vàng       | 0      | 0        |
| Thẻ đỏ         | 0      | 0        |

| Thông số       | Hoa Kỳ | Nhật Bản |
| -------------- | ------ | -------- |
| Số bàn thắng   | 1      | 1        |
| Tổng số cú sút | 6      | 9        |
| Sút trúng đích | 2      | 1        |
| Kiểm soát bóng | 47%    | 53%      |
| Phạt góc       | 4      | 3        |
| Phạm lỗi       | 7      | 7        |
| Việt vị        | 0      | 1        |
| Thẻ vàng       | 0      | 2        |
| Thẻ đỏ         | 0      | 0        |

| Thông số       | Hoa Kỳ | Nhật Bản |
| -------------- | ------ | -------- |
| Số bàn thắng   | 5      | 2        |
| Tổng số cú sút | 15     | 12       |
| Sút trúng đích | 7      | 4        |
| Kiểm soát bóng | 48%    | 52%      |
| Phạt góc       | 7      | 3        |
| Phạm lỗi       | 14     | 10       |
| Việt vị        | 1      | 1        |
| Thẻ vàng       | 0      | 2        |
| Thẻ đỏ         | 0      | 0        |

## Sau trận đấu

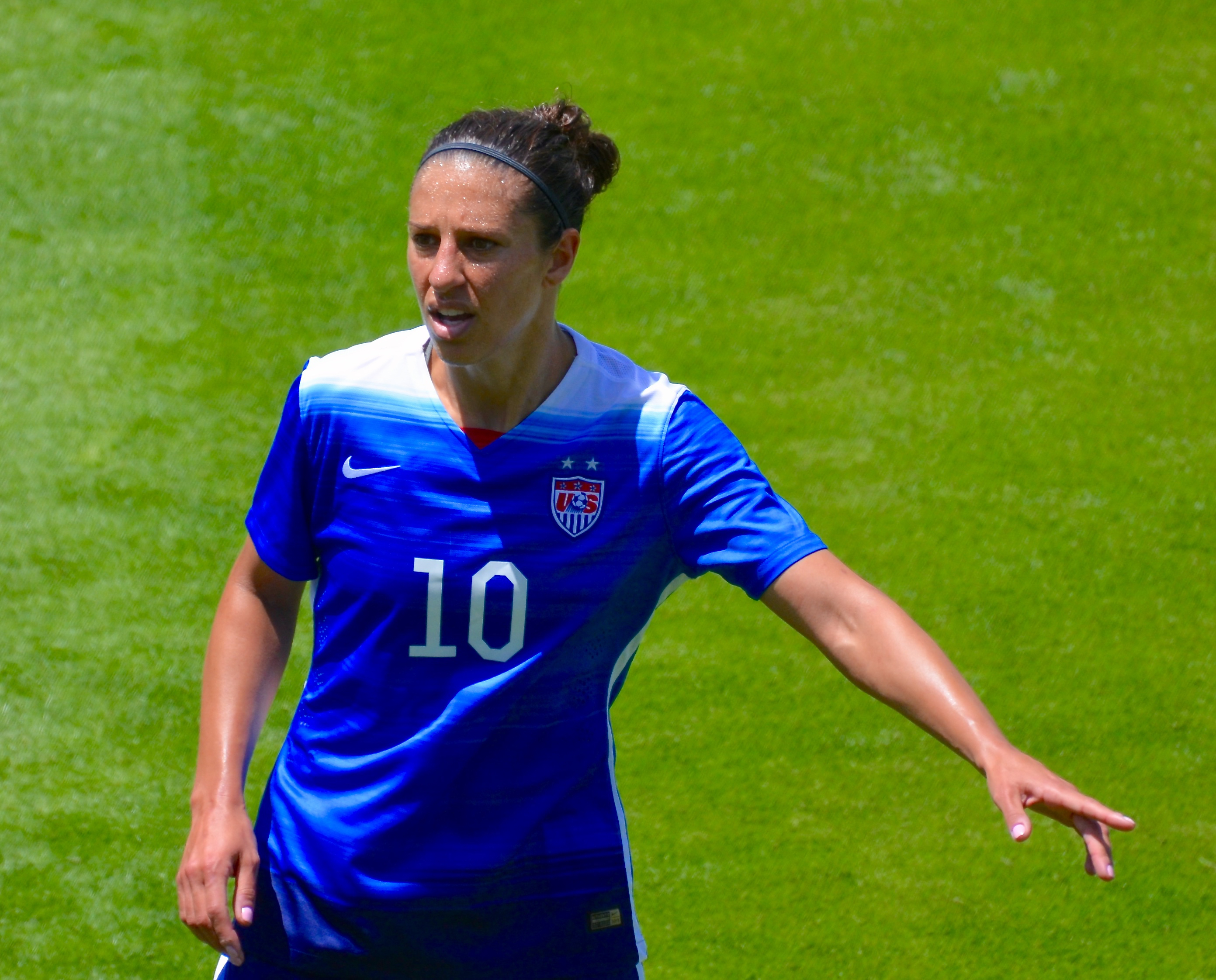
Carli Lloyd phá nhiều kỷ lục trong trận chung kết

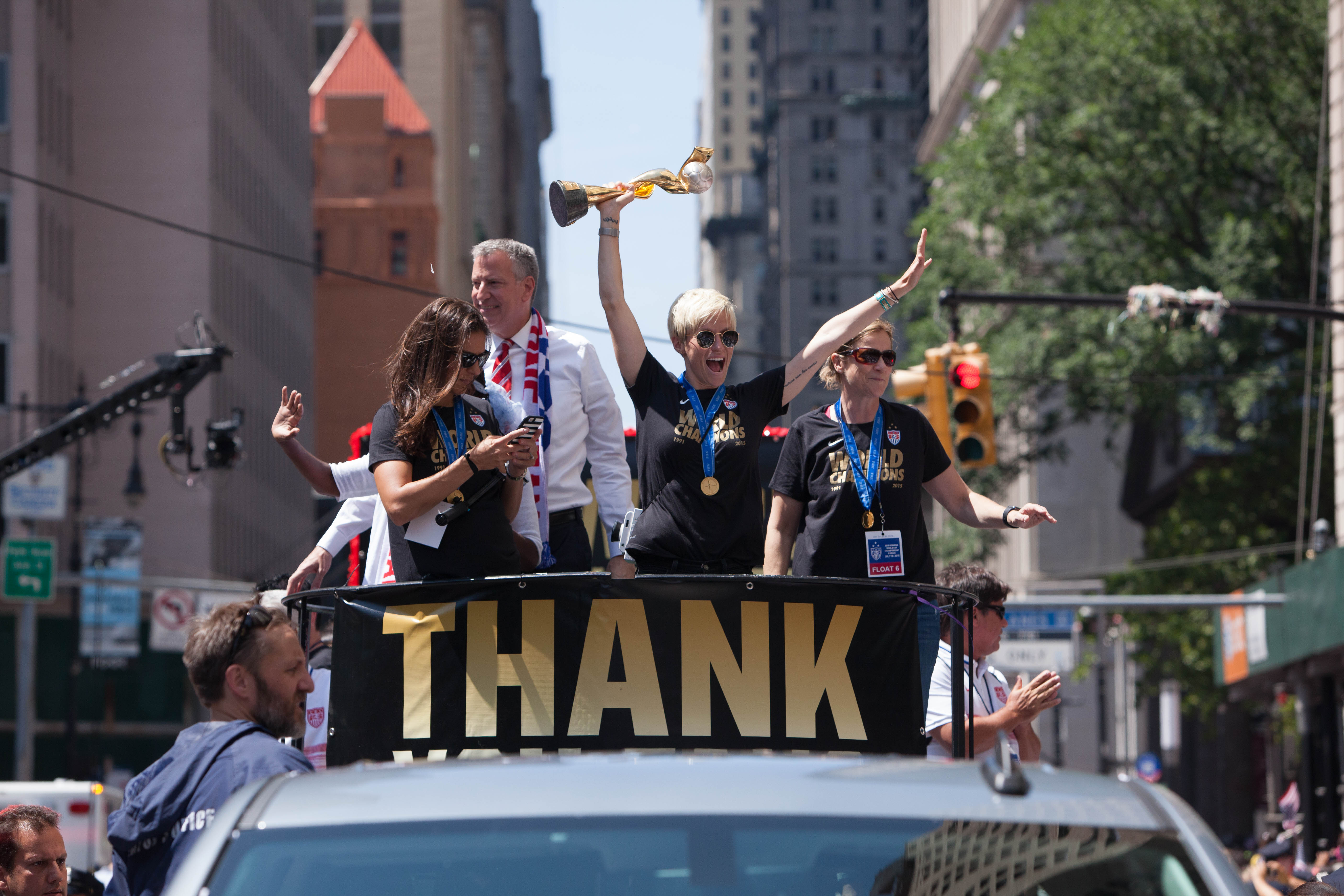
Buổi diễu hành của đội tuyển Mỹ tại thành phố Nữu Ước

Trận chung kết phá vỡ nhiều kỉ lục. Các bàn thắng của Carli Lloyd từ phút thứ ba tới mười sáu đưa cô trở thành cầu thủ đầu tiên ghi ba bàn ở một trận chung kết Cúp thế giới, trở thành cầu thủ thứ hai nếu tính cả Cúp thế giới nam và nữ và nhanh nhất đối với cả giải nam hay nữ. Bàn thắng của Ōgimi Yūki ở phút hai mươi bảy đã kết thúc chuỗi 540 phút sạch lưới tại giải vô địch thế giới, cân bằng kỷ World Cup của Đức vào năm 2007. Đây cũng được coi là kỳ World Cup cuối cùng của ba cầu thủ kỳ cựu của Mỹ gồm Christie Rampone, thủ môn Hope Solo, và tiền đạo Abby Wambach. Rampone cũng trở thành lớn tuổi nhất thi đấu trong một trận đấu Cúp thế giới nữ khi bước sang tuổi 40.
Đây là lần đầu tiên kể từ năm 1999 người Mỹ là đương kim vô địch hai giải lớn là (Thế vận hội và Giải vô địch bóng đá nữ thế giới). Hoa Kỳ cũng vượt qua Đức để trở thành đội có số bàn thắng nhiều nhất trong lịch sử World Cup.
Trận đấu phá kỷ lục xem bóng đá (cả nam và nữ) qua truyền hình tại Hoa Kỳ. Báo cáo của Fox Network cho thấy có 25,4 triệu người xem, của Telemundo là 1,3 triệu; con số tổng cộng 26,7 triệu đưa cuộc đối đầu này trở thành trận đấu có nhiều người theo dõi nhất trong lịch sử truyền hình Mỹ.
Nhờ chiến thắng này đội tuyển Mỹ được FIFA trao 2 triệu đôla, con số lép vế so với số tiền mà nhà vô địch Giải thế giới của nam năm 2014, đội tuyển Đức, nhận được (35 triệu), chủ yếu vì lý do sự chênh lệch về số nhà tài trợ của hai giải.
Vào ngày 11 tháng 7, các nữ cầu thủ Hoa Kỳ diễu hành ăn mừng chiến thắng tại thành phố New York. Đây là lần đầu tiên một đội vận động viên nữ ở Canyon of Heroes (tạm dịch: Hẻm núi Anh hùng) ở Hạ Manhattan, và là buổi diễn hành tung hoa giấy (ticker-tape) tại New York để vinh danh các vận động viên nữ kể từ năm 1984 (vinh danh các vận động viên tại Thế vận Hội San Francisco). Thị trưởng New York Bill de Blasio trao cho đội "những chiếc chìa khóa vào thành phố" (Keys to the City) tại buổi lễ ở Tòa thị chính Thành phố New York.